# Contes de Provence
Contes de Provence est un recueil de contes publié par Paul Arène en 1887.
Ce recueil contient les contes suivants 
- Le Fifre rouge ;
- Les Clous d'or ;
- Les Haricots de Pitalugue ;
- Le Champ du fou ;
- La Mort des cigales ;
- Le Tambour de Roquevaire ;
- Le Renard aveugle ;
- Un homme heureux ;
- Mon ami Naz ;
- L'arrestation du trésor ;
- Curo-Biassor ;
- Le Bon Tour d'un saint ;
- Le Chapeau de Sans-Ame ;
- Les Abeilles de M le curé ;
- Les Saules de M Sénez.